# Полицейская история 2013
«Полицейская история 2013» (кит. 警察故事2013, пиньинь Jǐng Chá Gù Shì Èr Líng Yī Sān, англ. Police Story 2013) — боевик режиссёра и сценариста Дин Шэна с Джеки Чаном в главной роли. Еще один перезапуск серии «Полицейская история». Это второй совместный фильм режиссера Дин Шэна и Джеки Чана после фильма 2010 года «Большой солдат». В отличие от предыдущих фильмов серии, в которых Чан играл гонконгских полицейских, в этом он играет полицейского из континентального Китая.
Также как и «Новая полицейская история» этот фильм снят в более мрачных тонах чем предыдущие. Является шестым фильмом серии.

## Сюжет
Фильм рассказывает о том, как офицер полиции Вэнь Чжун (Джеки Чан), пришедший в паб на встречу со своей дочерью Мяомяо, у которой с ним крайне напряжённые отношения из-за гибели её матери пять лет назад, вместе с остальными посетителями паба, оказываются взятыми в заложники. Требования главы преступников (Ву — хозяин бара), состоят в том, чтобы привести к нему одного из осуждённых пять лет назад заключённых. Однако, по ходу фильма оказывается, что некоторых заложников преступники отпускать и не собираются, а они, тот самый осуждённый, и Вэнь Чжун, нужны Ву, чтобы пошагово воспроизвести события пятилетней давности, произошедшие с его сестрой, и приведшие к её смерти. Во время рассказов очевидцев Вэнь Чжун пытается убедить Ву, что насилие — это не выход, в здание проникает спецназ, и начинается захват, во время которого, однако, Ву удаётся сбежать. Вэнь настигает его в подземке, Ву шантажирует его дочерью, чтобы первый выстрелил себе в висок из пистолета Ву. Чжун соглашается, однако оказывается, что в пистолете не было патронов, а Ву просто хотел, чтобы Вэнь испытал его эмоции, и собирается покончить с собой. Тем не менее, Чжун пытается спасти его и это ему удаётся, однако в процессе схватки он оказывается ранен в живот. Фильм заканчивается тем, что Вэнь Чжун, осознавший и переосмысливший свои проблемы уезжает в скорой помощи вместе с простившей его дочерью.

## В ролях
- Джеки Чан — детектив Чжун Вэнь
- Лю Е — Ву Цзян
- Цзин Тянь — Мяо Мяо
- Инь Тао — Лан Лан
- Ивэй Лау — генеральный директор Ниу
- Чжоу Сяооу — Вэй Сяо Фу
- Юй Жунгуан — капитан Ву
- Чжан Лэй — Цюань Цзы
- Лю Пэйци — Чжан
- Ван Чжифэй — офицер Фан
- Чжэн Сяонин — отец Ву
- Чжа Ка — Бин Дже
- Коули Начжа — Сяо Вэй
- У Юэ — Юэ
- Лю Хайлун — Пи Сон
- На Вэй — На На
- Цай Лу — Кун
- Дин Шэн — водитель грузовика

## Производство
Съемки фильма начались в ноябре 2012 года в Пекине. При подготовке к роли Чан коротко подстригся чтобы соответствовать внешнему виду полицейского континентального Китая. В своем аккаунте в «Sina Weibo» он написал о своей роли:

Я много раз играл полицейских, но я никогда не снимал фильм, который сосредоточен на жизни континентального полицейского. Так что в этот раз у меня появился шанс воплотить такой тип роли.
Оригинальный текст (англ.)I’ve played policemen many times before, but I’ve never shot a film which focused on the life of a mainland policeman. So this time, I get the chance to fulfill this kind of role.

Съемки закончились в феврале 2013 года и началась стадия постпроизводства.

## Выход
Публичный показ фильма состоялся в апреле 2013 года на Пекинском международном кинофестивале. Также Джеки Чан рекламировал фильм когда был на Каннском кинофестивале в мае 2013 года. В прокат в Китае фильм вышел 24 декабря 2013 года.
В США фильм вышел под названием «Полицейская история:Взаперти» (Police Story: Lockdown) в июне 2015 года.

## Критика
На сайте Rotten Tomatoes фильм имеет рейтинг 13 % на основе 8 рецензий со средним баллом 3.5 из 10. На сайте Metacritic фильм имеет оценку 44 из 100 на основе 5 рецензий критиков, что соответствует статусу «смешанные или средние отзывы».